# Puerto Golondrina
Puerto Golondrina (o Bahía Golondrina) es un barrio y suburbio de la ciudad de Ushuaia, capital de la provincia de Tierra del Fuego, Antártida e Islas del Atlántico Sur, Argentina, que se encuentra justo al oeste del centro de la ciudad, cerca del Aeropuerto Internacional de Ushuaia Malvinas Argentinas y, sobre el barrio, la escuela provincial 22.
La zona posee playas pedregosas y sin olas, ya que se encuentra bastante resguardada de los vientos. También cuenta con varios hoteles y hosterías instaladas en los últimos años. La pequeña bahía tiene al Aeropuerto de Ushuaia en su costa sur y al barrio Golondrina en su costa norte.

## Historia
El barrio fue nombrado por la bahía formada al oeste de la península Ushuaia. Ésta estaba conectada a la Bahía Ushuaia por un canal, que con el descenso de las aguas desapareció produciendo que se forme la península. Los yámanas denominaban al canal como "Jaujuashaga".
Este sitio nació junto con la ciudad de Ushuaia y se estableció por primera vez como una prisión militar (Presidio Militar de Bahía Golondrina), pero después ésta se fusionó con el penal de la ciudad en 1910, convirtiendo a la localidad sólo un puerto pesquero. Hoy en día es parte de los suburbios de Ushuaia.